# José María Casado Pallarés
José María Casado Pallarés fou un polític i advocat castellonenc. Va guanyar les oposicions de notari i exercí a Castelló de la Plana. Fidel al nou règim franquista en acabar la guerra civil espanyola, fou nomenat alcalde de Castelló i procurador a Corts franquistes de 1942 a març de 1944. Renuncià al seu càrrec quan fou traslladat a València a exercir com a notari.